# Château de Kerscamp
Le château de Kerscamp est un édifice situé à Hennebont, en France.

## Situation
Le château est situé sur le territoire de la commune de Hennebont, au lieu-dit Kerscamp, dans le département du Morbihan, en région Bretagne.

## Description
Le château date des XVIIIe et XIXe siècles, édifice de plan régulier à un étage carré, élévation ordonnancée construit en granite et en tuffeau. Toiture à longs pans couverte d'ardoises, croupe. Escalier dans-œuvre : escalier tournant à retours.

## Histoire
Le château est construit en 1755, la fontaine est datée 1770, la chapelle date du XIXe siècle.
Le château est inscrit à l'inventaire général du patrimoine culturel.